# SER São José
Der Sociedade Esportiva e Recreativa São José, in der Regel nur kurz São José genannt, ist ein Fußballverein aus Macapá im brasilianischen Bundesstaat Amapá.

## Erfolge
- Staatsmeisterschaft von Amapá: 1970, 1971, 1993, 2005, 2006, 2009

## Stadion
Der Verein trägt seine Heimspiele im Estádio Municipal Glicério Marques, auch unter dem Namen Glicerão bekannt, in Macapá aus. Das Stadion hat ein Fassungsvermögen von 3500 Personen.